# Râul Bixad
Râul Bixad este un râu afluent al râului Valea Rea. 